# 太妍
金太妍（韩语：／ Kim Tae-yeon，1989年3月9日—），藝名 TAEYEON、太妍，韓國知名的KPOP女歌手與明星，是SM娛樂旗下著名女團少女時代的队长和主唱，太妍已售出超过百万张个人实体专辑，是韩国和全世界最畅销的偶像之一，她同時获得多个奖项荣誉，包括六项首爾歌謠大賞、六项金唱片奖、五项Circle Chart Music Awards、四项MAMA大奖和三项甜瓜音乐奖。
太妍在2004年參加明星選秀，獲一位大獎而進入SM娛樂成為練習生。2007年8月5日以女子組合少女時代出道，在隊內擔任隊長、主唱。2012年與Tiffany及徐玄組成少女時代子團少女時代-太蒂徐。2015年10月7日以個人歌手身份出道，發行首張個人專輯《I》 。2017年2月28日發行首張正規專輯《My Voice》。2018年與Sunny、孝淵、俞利及潤娥組成少女時代子團少女時代-Oh! GG。2022年與孝淵、BoA、Wendy、Seulgi、Karina及Winter組成SM娛樂限定團GOT the beat。

## 簡歷

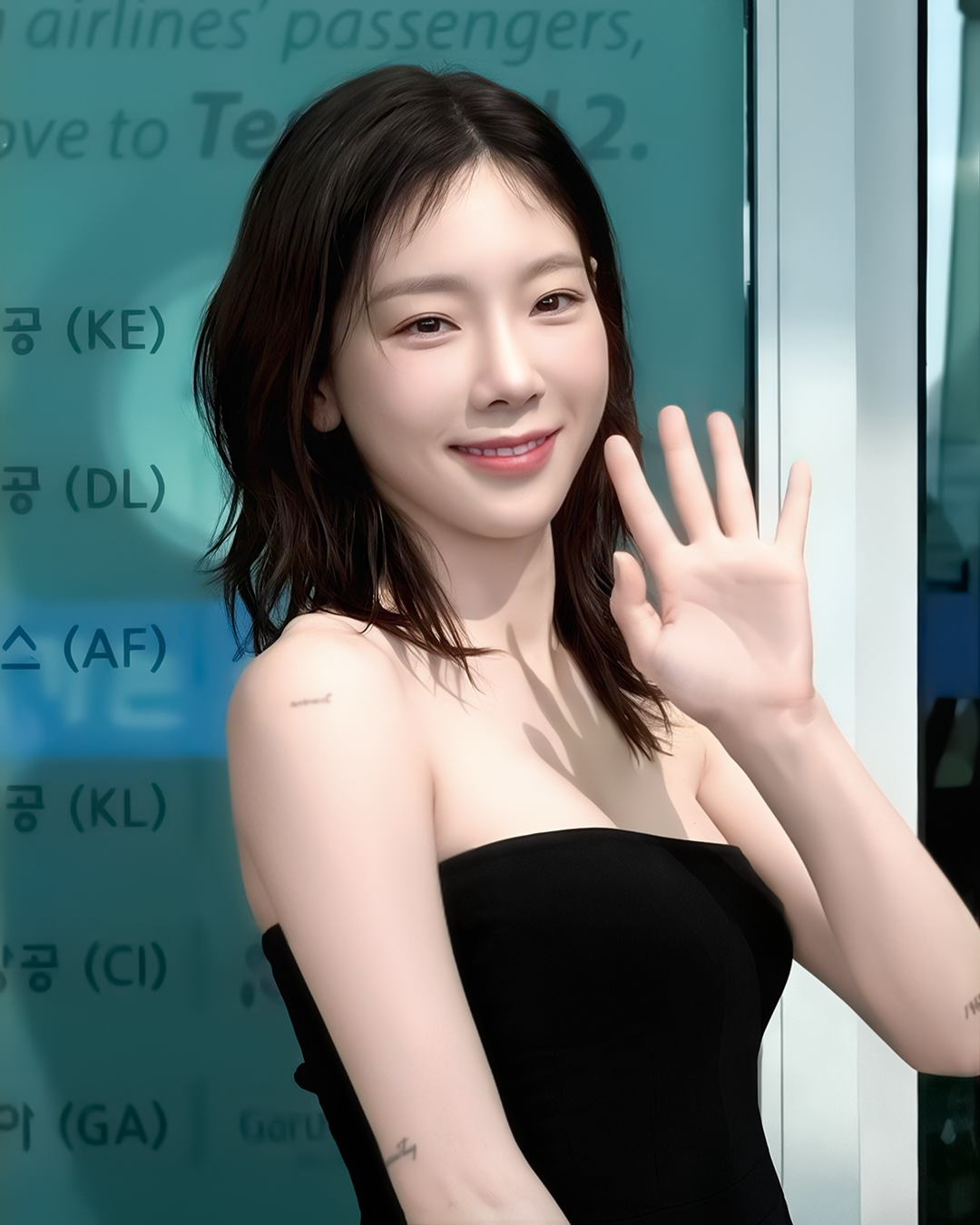
太妍在韩国首尔仁川国际机场

太妍1989年3月9日出生於全羅北道全州市，本貫羅州金氏，中學就讀全州藝術高等學校，並且進行歌唱跟舞蹈課程訓練，以第一名的優異表現入選韓國大型藝術娛樂公司SM娛樂。她有一位哥哥和一位妹妹。2025年3月16日韓國知名女團少女時代的隊長和主唱太妍在台北大巨蛋舉辦世界巡迴演唱會，太妍以細膩嗓音和情感豐富的演唱風格，帶領少女時代成為韓流風行世界的代表人物之一，太妍也成為第一位在台北大巨蛋開專場演唱會的韓國KPOP明星。
在韓國流行文化很盛行的台灣，2025年太妍台北演唱會的購票系統瞬間湧進超過萬人搶票，數萬張門票在開賣60秒內全都賣完，創下最快紀錄。

## 經歷

### 早期生涯
太妍未出道之前深受前輩BoA影響。BoA的舞蹈、歌唱技巧和流利的外語都讓太妍折服不已，讓她決心以BoA為人生目標。她曾說道：「我一直都想跟BoA一樣，在全世界表演和活動」。
太妍於中學時期開始於SM Academy（SM Entertainment旗下訓練學院，已於2013年關閉）接受聲樂訓練，SM Academy的主席Lee Solim說太妍是他最有印象的學生。太妍的爸爸以前也想過當歌手，所以當太妍問爸爸「我應該去嘗試一下嗎？」，爸爸立即讚好，並說自己這方面懂得很多，更鼓勵太妍去首爾。父母都對太妍的決定很是鼓勵。於是，太妍每個星期天都由爸爸陪同由家鄉全州到首爾去上歌唱班，師承 The One。2004年，太妍參加SM Entertainment舉辦的第八屆SM青少年選拔大赛，獲得最佳歌手獎及大會獎，並因此正式獲得SM Entertainment的聘約 ，成為公司的練習生。經過三年四個月的密集訓練，太妍在2007年8月5日以女子組合少女時代出道。

### 2007－2010年
以女子組合少女時代出道，首次擔任電台MC、首次演出音樂劇、首次配音
2007年8月5日，太妍以女子音樂團體少女時代出道。愛貝克思公佈的官方中文藝名為「太妍」。
2008年1月28日，太妍為KBS2連續劇《快刀洪吉童》主唱劇中的主題曲〈如果（만약에）〉，並因此獲選為賽柏數碼音樂獎的「當月最佳歌曲」。
2008年2月，當時已經出道的太妍自全州藝術高等學校正式畢業，在畢業典禮的頒獎儀式中獲得校方頒發終生成就獎。
2008年3月14日，太妍跟安七炫（Kangta）合作男女對唱歌曲〈7989〉，此曲被收錄在安七炫最後一張個人專輯《Eternity》及少女時代第一張同名專輯《少女時代》內，兩人在3月27日於Mnet的《M! Countdown》現場節目中獻唱此曲。
2008年4月7日，太妍跟Super Junior成員強仁在MBC電台共同主持《強仁、太妍的好朋友（강인, 태연의 친한친구）》節目，太妍在節目一直擔任副主持人，節目主要由強仁發聲主持，太妍則在旁配合。
2008年9月17日，太妍又為MBC連續劇《貝多芬病毒》主唱插入歌〈聽得見嗎（들리나요）〉。
2009年4月19日，強仁離開《強仁、太妍的好朋友（강인, 태연의 친한친구）》電台節目後，太妍正式當電台主持人，由她一人獨挑大樑主持節目，並得到愛好者給予的「DJ Taengoo」、「Taeng DJ」等暱稱。
2010年4月26日，太妍正式離開該節目，結束兩年多的電台主持人生涯。
2010年5月2日，太妍與隊員潔西卡、珊妮、蒂芬妮、俞利、潤娥及徐玄、聯同另一團體2PM合唱韓國水上樂園加勒比海灣的廣告歌曲〈Cabi〉 。
2010年5月7日，太妍首次出演音樂劇，在音樂劇《深夜裡的太陽》中擔任劇中的女主角雨音薰，此劇改編自日本小說《太陽之歌》，劇情講述著患有罕見疾病着色性乾皮症的17歲女主角雨音薰因病不能接觸陽光，但滿懷希望的她仍努力作曲，並每晚到火車站自彈自唱，最後遇上一位徹底改變她生活的少年，太妍更在此劇中為了扮演好以吉他自彈自唱的女主角而學會彈吉他。
2010年9月6日，太妍與同為少女時代的成員徐玄兩人一起在韓國3D動畫《神偷奶爸》中擔任聲優配音。由太妍擔任劇中角色瑪戈的配音員，徐玄則擔任瑪歌的妹妹伊蒂絲的配音員，這也是太妍首次擔任聲優演出。
2010年9月23日，太妍先與少女時代另一成員珊妮為MBC連續劇《向大地頭球》合唱插入曲〈這是愛情（사랑인걸요）〉 。
2010年11月7日，太妍再次跟聲樂老師The One合作，兩人合唱歌曲〈像星星一樣（별처럼）〉。
2010年12月13日，太妍為SBS推出的電影《雅典娜：戰爭女神》主唱其中一首插入歌〈我愛你（사랑해요）〉，此曲在不久後在韓國歌曲流行榜獲得好成績。

### 2011－2014年
客串演出電視劇、組成子團《少女時代-太蒂徐》
2011年1月31日，太妍與歌手金範洙合作，兩人合唱歌曲〈不同（달라）〉，同樣地在推出不久便進佔韓國歌曲流行榜。二人於兩年後於金範洙的演唱會去再次碰頭，演出另一首合唱曲〈男和女（남과여）〉。
2012年2月10日，太妍參與SBS劇集《蠑螈道士和影子操作團》，並飾演劇中一名財團會長的孫女太妍，從小就是按照著祖父所安排的道路過著自己的人生，雖曾立志要曾為烘培師，但卻中途被發現而被祖父抓了回來。
2012年3月28日，太妍為MBC連續劇主唱劇中插入歌〈瘋狂地想念你（미치게보고싶은）〉，此曲在推出當天橫掃包括Melon、Naver、Mnet、Soribada、Bugs、Olleh和Daum等韓國各大網上音樂流行榜的冠軍位置，實現了「All Kill」（意即橫掃所有榜單）的優異成績，另外此曲亦於KBS的音樂銀行原聲大碟榜連奪三周冠軍。由於歌曲大受歡迎，所以MBC特別邀請太妍於音樂中心節目中現場演唱此曲。歌曲的製作人Park Hae Woon表示「（太妍）完全理解歌曲的含意，將每個細節都細緻地表現了出來。」在此之前，太妍本來考慮到少女時代日趨忙碌的海外行程，而打算婉拒推辭這次原聲插入曲的製作邀請，但是由於她曾與此曲的另一製作人（即音樂監製李弼浩）在《貝多芬病毒》原聲大碟製作完成後，互相約定以後再合作，所以太妍最終還是信守承諾，答應擔任這首插入曲的主唱。李弼浩更進一步指出當他自己剛剛接到《愛上王世子》劇本時，就認定只有太妍能勝任此連續劇原聲插入歌曲的主唱。
2012年5月2日，太妍與少女時代另外兩位成員Tiffany、徐玄組成子團體少女時代-太蒂徐，並推出首張迷你專輯《Twinkle》。子團體的音樂類型及曲風跟母團體少女時代有所不同。
2013年3月13日，太妍為SBS連續劇主唱插入曲〈還有一個（그리고 하나）〉。此曲由安七炫包辦曲詞，是二人繼2008年〈7989〉後的再次合作。歌曲一推出後便立即登上Billboard韓國K-pop Hot 100流行榜的冠軍位置，並橫掃其他音樂流行榜，再次得到「All Kill」的成績。
2013年7月9日，太妍為電影獻聲，主唱主題曲〈Bye〉的韓文和中文版本，這也是她首次為電影唱主題曲。
2014年3月3日，太妍為JTBC的公益活動演唱主題曲〈Colorful〉。
2014年5月30日，為SBS連續劇《你們被包圍了》主唱插入曲〈愛那一句話（사랑 그 한마디）〉，並於Melon音樂流行榜獲得第二名的成績。
2014年9月18日，少女時代-太蒂徐相隔2年4個月，推出第二張迷你專輯《Holler》。

### 2015年
SOLO身份出道發行首張個人專輯《I》、舉辦個人演唱會、少女時代-太蒂徐發行聖誕特別專輯
2015年10月7日正式以SOLO歌手身份出道，並發行首張個人專輯《I》。音源公開後在韓國各大音源榜上位居第一，並在13個國家的iTunes專輯榜上獲得冠軍。10月23日起首次舉辦個人演唱會《太妍非常特別的一天》。
2015年12月4日，少女時代-太蒂徐时隔1年3个月，推出圣诞特别专辑《Dear Santa》。

### 2016年－2018年
發行第二張迷你專輯《Why》、首張正規專輯《My Voice》、冬季特別專輯《This Christmas – Winter is Coming》、第三張迷你專輯《Something New》
2016年6月28日，太妍發行第二張迷你專輯《Why》。
2017年2月28日，太妍發行首張正規專輯《My Voice》。4月5日，太妍發行豪華改版專輯《My Voice (Deluxe Edition)》。
2017年12月12日，太妍發行冬季特别專輯《This Christmas – Winter is Coming》。
2018年6月18日，太妍發行第三張迷你專輯《Something New》。

### 2019年
發行數位單曲《四季》 、正規二輯《Purpose》
2019年3月24日，太妍發行單曲〈四季〉在音源公開四小時後，即登上包括Melon、Mnet、Bugs、Soribada、Olleh、Naver、Genie等韓國各大網上音樂流行榜的冠軍位置，再次達成了「All Kill」（意即橫掃所有榜單）的優異成績。7月21日，太妍為tvN連續劇《德魯納酒店》演唱〈名為你的詩（그대라는 시）〉，此曲在22日韓國時間上午9點登上Melon、FLO、Genie、Bugs、Olleh、Naver（VIBE）、Mnet、Soribada及MOMOPLE九大音源榜的冠軍，再度達成「All Kill」（意即橫掃所有榜單）。
2019年10月28日，太妍發行正規二輯《Purpose》，主打歌《Spark》立刻登上 MelOn、Genie、Bugs、NAVER Music、Olleh Music等各大音源網站的即時榜冠軍。
2019年10月30日，Disney公開《冰雪奇緣2》韓國主題曲將由太妍演唱。11月15日，DisneyMusicAsiaVEVO公開《冰雪奇緣2》韓國主題曲《Into the Unknown》MV 。

### 2020年－2022年
發行數位單曲《Happy》、加入綜藝節目《驚人的星期六》、第四張迷你專輯《What Do I Call You》、數位單曲《WEEKEND》、正規三輯《INVU》
2020年1月15日，太妍發行正规二辑《Purpose》后续专辑。2020年5月4日，太妍發行數位單曲《Happy》。
2020年9月15日，太妍為SBS電視劇《你喜歡布拉姆斯嗎》演唱《내일은 고백할게 (Kiss me)》 
2020年11月21日，加入綜藝節目《驚人的星期六》。
2020年12月15日，太妍發行第四張迷你專輯《What Do I Call You》
2021年7月6日，發行迪斯可流行曲風的《WEEKEND》。
2022年1月17日，發行專輯先行曲《Can’t Control Myself》。1月25日宣佈太妍將主持綜藝節目《Queendom 2》。2月14日，發行正規三輯《INVU》，專輯主打歌〈INVU〉公開後隨即登上Melon、Bugs、Genie、Flo等韓國各大串流平台實時榜冠軍位置，並達成「實時All Kill(RAK)」優異成績。2月24日，於《M Countdwon》拿下主打歌〈INVU〉首冠。2月26日，主打歌〈INVU〉達成PAK(Perfect All Kill)，是2022年第一首達成此項目的歌曲，也是太妍第一首達成PAK的歌曲。
2022年5月8日，太妍為tvN《我們的藍調時光》電視劇演唱歌曲〈내 곁에（By My Side）〉。
9月22日，為成員秀英主演的KBS2《說出你的願望》電視劇演唱劇中歌曲〈너와 나 사이（You and me）〉。

### 2023年－2024年
發行迷你五輯 《To. X》、單曲《Heaven》、迷你六輯 《Letter To Myself》
2023年11月27日，太妍发行了第五张迷你专辑 《To. X》。该专辑是太妍继《What Do I Call You》后睽违2年11个月发布的韩语迷你专辑亦是继《INVU》后1年9个月的回归。专辑内共收录6首歌曲，包含同名主打歌曲〈To. X〉。
2024年7月8日，太妍发行单曲《Heaven》。
2024年8月29日，太妍受邀Sam Smith重新錄製曾與蕾哈娜合唱的經典歌曲〈I’m Not The Only One〉，為紀念首張專輯10周年，Sam Smith特意請求太妍，於該首歌曲中以韓文版本演唱，以回饋韓國歌迷。
2024年11月18日，太妍发行了第六张迷你专辑《Letter To Myself》。专辑内共收录6首歌曲，包含同名主打歌曲〈Letter To Myself〉。
2025年1月7日，SM娛樂公佈太妍將於3月7日至9日在首爾奧林匹克體操競技場舉辦第六次的個人巡迴演唱會《TAEYEON CONCERT – The TENSE》。

### 2025年，太妍成為第一位在台北大巨蛋開專場演唱會的韓國KPOP明星
2025年1月7日，SM娛樂公佈太妍將於3月7日至9日在首爾奧林匹克體操競技場舉辦第六次的個人巡迴演唱會《TAEYEON CONCERT – The TENSE》。
2025年3月16日韓國知名女團少女時代的隊長和主唱太妍在台北大巨蛋舉辦世界巡迴演唱會，	
在韓國流行文化很盛行的台灣，2025年太妍台北演唱會的購票系統瞬間湧進萬人搶票，數萬張門票在開賣60秒內全都賣完，創下最快紀錄。
太妍以細膩嗓音和情感豐富的演唱風格，帶領少女時代成為韓國流行文化流行世界的代表人物之一，太妍也成為第一位在台北大巨蛋開專場演唱會的韓國KPOP明星。

## 子團
少女時代-太蒂徐
少女時代-Oh! GG
GOT the beat

## 評價
太妍的歌聲得到韓國行內眾多的認同。JYP娛樂製作人暨歌手朴軫永在2009年12月的MBC綜藝節目《來玩吧》中，將太妍選為最想為其製作唱片的歌手，並指她演唱時善於拿捏情感，「比起唱得好，我更喜歡太妍那種唱歌與說話時聲音一致的演繹方式。」3年後的2012年12月，朴軫永又在MBC的《Section TV》中表示如有機會想與太妍一起合作，並大力肯定太妍暴風式的歌唱實力。另一方面，作曲家劉永碩以「就像一個離婚了七次的女人」來比喻太妍的歌聲好像已經久歷風霜一樣，聽起來充滿哀傷。

## 個人生活
2014年6月20日，韓國媒體Dispatch報導伯賢與同屬SM娛樂的少女時代隊長太妍已經相戀4個月，隨後SM娛樂亦證實兩人為情侶。後來傳言兩人已分手，恢復同公司前後輩的關係，但公司始終無發佈官方聲明。
2020年3月9日，太妍的爸爸在她滿31歲生日當天，因心肌梗塞而離世。太妍的《HAPPY》單曲發表會和 VLive 直播取消。

## 音樂作品
| 韓國 正規專輯 My Voice （2017年2月28日） Purpose （2019年10月28日） INVU （2022年2月14日） 改版專輯 My Voice (Deluxe Edition) （2017年4月5日） Purpose Repackage （2020年1月15日） 迷你專輯 I （2015年10月7日） Why （2016年6月28日） Something New （2018年6月18日） What Do I Call You （2020年12月15日） To. X （2023年11月27日） Letter To Myself （2024年11月18日） 特别專輯 This Christmas – Winter is Coming （2017年12月12日） 單曲 Rain （2016年2月3日） 11:11 （2016年11月1日） Page 0 （2018年8月10日） 四季 （2019年3月24日） Happy （2020年5月4日） Weekend （2021年7月6日） Can’t Control Myself （2022年1月17日） Heaven （2024年7月8日） | 日本 迷你專輯 VOICE （2019年6月5日） GirlsSpkOut （2020年11月18日） 單曲 Stay（2018年6月30日） I Do（2019年12月1日） |

## 演唱會
| 世界巡迴演唱會 - 《Butterfly Kiss》（2016） - 《PERSONA》（2017） - 《s...》（2018 - 2019） - 《The UNSEEN》（2020年） - 《The ODD Of LOVE》（2023年） - 《TAEYEON CONCERT – The TENSE》（2025年） | 日本巡迴演唱會 - 《TAEYEON JAPAN TOUR 2019 ~Signal~》（2019） SHOW CASE - 《TAEYEON -JAPAN SHOW CASE TOUR 2018-》（2018） |

## 影視作品

### 電視劇
| 日期   | 電視台 | 電視劇名稱           | 角色 | 性質 | 集數  |
| 2012年 | SBS    | 蠑螈道士和影子操作團 | 太妍 | 客串 | 第3集 |

### 音樂劇
| 日期                        | 音樂劇名稱 | 角色   | 性質   |
| 2010年5月7日－2010年5月29日 | 太陽之歌   | 雨音薰 | 女主角 |

## 綜藝節目

### 個人專屬節目
| 日期                         | 電視台      | 節目名稱           | 集數 |
| 2015年10月24日－11月21日     | On Style    | 日常的Taeng9Cam    | 5    |
| 2019年12月3日－2020年2月13日 | NAVER VLIVE | Petionista Taengoo | 20   |

### 固定綜藝
| 日期                                          | 電視台  | 節目名稱             | 集數                 |
| 2009年7月27日－9月21日                        | MBC     | 我們結婚了           | 第42－54集           |
| 2019年7月1日－8月27日                         | 不適用  | SM超級偶像聯賽第四季 | 全集                 |
| 2019年8月30日－9月27日 2019年11月1日－11月8日 | JTBC    | Begin Again3         | 第7－10集 第15－16集 |
| 2020年11月21日-至今                           | tvN     | 驚人的星期六         | 第135集起            |
| 2021年8月26日-10月18日                        | JTBC    | Petkage              | 全集                 |
| 2021年11月12日－12月17日                      | Wavve   | TaengKey Box         | 全集                 |
| 2022年7月5日-8月3日                           | JTBC    | 少時貪探             | 全集                 |
| 2024年11月19日                                | Netflix | 喪屍宇宙第二季       | 全集                 |

### 配音旁白
| 配音旁白列表 | 配音旁白列表 | 配音旁白列表 | 配音旁白列表 |
| 日期         | 電視台       | 節目名稱     | 備註         |
| 2015年       | 2015年       | 2015年       | 2015年       |
| ------------ | ------------ | ------------ | ------------ |
| 1月25日      | MBC          | 《動物農場》 | 節目旁白     |

## 主持

### 節目主持
| 日期                   | 電視台 | 節目名稱        | 合作藝人             |
| 2009年1月7日           | MBC    | 我們結婚了      | 鄭亨敦               |
| 2010年2月2日－8月3日   | KBS 2  | 乘風破浪        | 祐榮、金申英、崔華靜 |
| 2010年2月15日          | SBS    | 李承哲特輯      | 申東燁、池尚烈       |
| 2022年3月31日－6月2日  | Mnet   | Queendom 2      | 李龍真               |
| 2023年6月13日－8月15日 | Mnet   | Queendom Puzzle | 不適用               |

### 典禮主持
| 日期          | 電視台 | 節目名稱                 | 合作藝人                  |
| 2009年5月5日  | MBC    | 第27屆創作童謠節         | 金申英                    |
| 2010年2月24日 | EBS    | 韓國PD大賞               | 孫凡水                    |
| 2012年2月22日 | KBS    | 1st Gaon Chart K-POP大獎 | 朱永勳                    |
| 2014年1月16日 | JTBC   | 第28屆金唱片獎           | Tiffany(少女時代)、吳尚津 |

## 電台
| 放送日期                    | 放送局       | 節目名稱                        | 備註                           |
| DJ                          |              |                                 |                                |
| 2008年4月7日—2009年4月19日  | MBC          | 強仁、太妍的親密朋友            | 固定DJ、與強仁（Super Junior） |
| 2009年4月20日—2010年4月25日 | MBC          | 太妍的親密朋友                  | 固定DJ                         |
| 固定嘉賓                    |              |                                 |                                |
| 2009年12月1日               | MBC          | Family Day - 2點的約會 我是太妍 | 與朴明秀交換主持               |
| 2015年10月12日              | melon        | melon radio star                | 與希澈（Super Junior）         |
| 2016年6月30日               | MBC FM4U     | 金信英正午的希望曲              |                                |
| 2016年7月1日                | SBS Power FM | 樸素賢的Love Game               |                                |
| 2017年3月7日                | MBC FM4U     | 金信英正午的希望曲              |                                |
| 2017年3月14日               | KBS Cool FM  | 朴智允的歌謠廣場                |                                |
| 2017年3月18日               | MBC FM4U     | 鐘鉉的藍色之夜                  |                                |
| 2019年10月28日              | Melon        | Melon radio star                |                                |
| 2019年11月4日               | Melon        | Melon radio star                |                                |
| 2020年12月15日              | Melon        | Melon Station SMing             |                                |
| 2020年12月17日              | Melon        | Melon Station SMing             |                                |

## 獎項

### 大型頒獎禮獎項
| 年份 | 獎項 |
| 2008 | - Cyworld Digital Music Awards－2月份歌曲獎《如果》 - Mnet 20's Choice－Hot DJ賞（與強仁，《強仁、太妍的親密朋友》） - 第23屆韓國金唱片獎－YEPP 人氣賞《聽得見嗎》 - 第3屆首爾國際電視劇大賞－OST部門賞                                                              |
| 2009 | - MBC演技大賞－Radio部門新人賞《太妍的親密朋友》 |
| 2010 | - 第16屆大韓民國演藝藝術大賞－女子Radio賞 - Yahoo Buzz! Awards－女子部門Top Buzz Star獎 |
| 2012 | - 第7屆首爾國際電視劇大賞－韓流劇集OST賞《瘋了般想念》 |
| 2015 | - 第10屆首爾國際電視劇大賞－韓流電視劇主題歌獎 - 第17屆Mnet Asian Music Awards－最佳女歌手獎《I》 |
| 2016 | - 第25屆首爾歌謠大賞－本賞《I》 - 第30屆韓國金唱片獎－愛奇藝全球女藝人獎 - 第30屆韓國金唱片獎－音源本賞《I》 - 第5屆Gaon Chart Music Awards－音源部門年度歌手獎《I》 - 第8屆MelOn Music Awards－年度十大歌手獎 - 第18屆Mnet Asian Music Awards－最佳女歌手獎《Rain》 |
| 2017 | - 第31屆韓國金唱片獎－音源本賞《Rain》 - 第26屆首爾歌謠大賞－本賞《Rain》 |
| 2018 | - 2017 Fandom School Awards－最優秀歌唱獎 - 第32屆韓國金唱片獎—唱片本賞 - 第7屆Gaon Chart Music Awards－女子部門人氣獎 - KAZZ Awards－亞洲最佳演唱會獎 |
| 2019 | - 第11屆MelOn Music Awards－年度十大歌手獎 - 第11屆MelOn Music Awards－Music Style Ballad獎 - 第20屆Mnet Asian Music Awards- 最佳个人演唱 |
| 2020 | - 第34屆韓國金唱片獎—音源本賞 - 第9屆Gaon Chart Music Awards－音源部門年度歌手獎 《四季》 - 第29屆首爾歌謠大賞—OST賞 《名為你的詩》 - 第29屆首爾歌謠大賞—本賞 《四季》 - 第29屆首爾歌謠大賞—音源大賞                                                                 |
| 2022 | - 第12屆Gaon Chart Music Awards－音源部門年度歌手獎《What do I Call You》 - 第4屆Genie Music Awards－ Solo獎 - 第24屆2022年MAMA大獎－最佳歌唱表演SOLO《INVU》 |
| 2023 | - 第32屆首爾歌謠大賞—本賞 《INVU》 - 第12屆Circle Chart Music Awards－音源部門年度歌手獎《INVU》 |
| 2024 | - 第16屆Melon Music Awards—MILLIONS TOP10 《To. X》 |
| 2025 | - 第39屆金唱片獎—音源部門本賞《To. X》 |

### 音樂節目獎項
| 年份   | 日期     | 電視台    | 節目名稱       | 獲獎歌曲           | 排名 |
| 2015年 | 10月14日 | MBC Music | Show Champion  | I                  | 1位  |
| 2015年 | 10月15日 | Mnet      | M! Countdown   | I                  | 1位  |
| 2015年 | 10月16日 | KBS       | Music Bank     | I                  | 1位  |
| 2015年 | 10月18日 | SBS       | 人氣歌謠       | I                  | 1位  |
| 2015年 | 10月22日 | Mnet      | M! Countdown   | I                  | 1位  |
| 2015年 | 10月23日 | KBS       | Music Bank     | I                  | 1位  |
| 2015年 | 10月24日 | MBC       | Show! 音樂中心 | I                  | 1位  |
| 2015年 | 10月25日 | SBS       | 人氣歌謠       | I                  | 1位  |
| 2015年 | 10月29日 | Mnet      | M! Countdown   | I                  | 1位  |
| 2015年 | 10月30日 | KBS       | Music Bank     | I                  | 1位  |
| 2015年 | 11月22日 | SBS       | 人氣歌謠       | I                  | 1位  |
| 2016年 | 2月14日  | SBS       | 人氣歌謠       | Rain               | 1位  |
| 2016年 | 7月8日   | KBS       | Music Bank     | Starlight          | 1位  |
| 2016年 | 7月10日  | SBS       | 人氣歌謠       | Why                | 1位  |
| 2017年 | 3月9日   | Mnet      | M! Countdown   | Fine               | 1位  |
| 2017年 | 3月10日  | KBS       | Music Bank     | Fine               | 1位  |
| 2019年 | 4月6日   | MBC       | Show! 音樂中心 | Four Seasons       | 1位  |
| 2019年 | 4月7日   | SBS       | 人氣歌謠       | Four Seasons       | 1位  |
| 2019年 | 11月8日  | KBS       | Music Bank     | Spark              | 1位  |
| 2019年 | 11月9日  | MBC       | Show! 音樂中心 | Spark              | 1位  |
| 2019年 | 11月10日 | SBS       | 人氣歌謠       | Spark              | 1位  |
| 2020年 | 12月27日 | SBS       | 人氣歌謠       | What Do I Call You | 1位  |
| 2022年 | 2月24日  | Mnet      | M! Countdown   | INVU               | 1位  |
| 2022年 | 2月26日  | MBC       | Show! 音樂中心 | INVU               | 1位  |
| 2022年 | 2月27日  | SBS       | 人氣歌謠       | INVU               | 1位  |
| 2022年 | 3月5日   | MBC       | Show! 音樂中心 | INVU               | 1位  |
| 2022年 | 3月6日   | SBS       | 人氣歌謠       | INVU               | 1位  |
| 2022年 | 3月12日  | MBC       | Show! 音樂中心 | INVU               | 1位  |
| 2022年 | 3月13日  | SBS       | 人氣歌謠       | INVU               | 1位  |
| 2022年 | 3月19日  | MBC       | Show! 音樂中心 | INVU               | 1位  |
| 2023年 | 12月10日 | SBS       | 人氣歌謠       | To. X              | 1位  |
| 2024年 | 1月13日  | MBC       | Show! 音樂中心 | To. X              | 1位  |
| 2024年 | 1月20日  | MBC       | Show! 音樂中心 | To. X              | 1位  |
| 2024年 | 1月27日  | MBC       | Show! 音樂中心 | To. X              | 1位  |

### 主要音樂節目榜單排名
| 主打歌曲成績 | 主打歌曲成績                                                           | 主打歌曲成績                    | 主打歌曲成績        | 主打歌曲成績           | 主打歌曲成績     | 主打歌曲成績                | 主打歌曲成績         | 主打歌曲成績 | 主打歌曲成績                              |
| --- | ---------------------------------------------------------------------- | ------------------------------- | ------------------- | ---------------------- | ---------------- | --------------------------- | -------------------- | ------------ | ----------------------------------------- |
| 專輯 | 歌曲                                                                   | Mnet 《M! Countdown》           | KBS2 《Music Bank》 | MBC 《Show! 音樂中心》 | SBS 《人氣歌謠》 | MBC Music 《Show Champion》 | SBS MTV 《THE SHOW》 | 歌曲獲冠次數 | 備註                                      |
| 2015年 |                                                                        |                                 |                     |                        |                  |                             |                      |              |                                           |
| I | I                                                                      | [1]                             | [1]                 | 1                      | [1]              | 1                           | /                    | 11           | 五台冠軍歌曲                              |
| I | U R                                                                    | /                               | 7                   | /                      | 4                | /                           | /                    | /            |                                           |
| 2016年 |                                                                        |                                 |                     |                        |                  |                             |                      |              |                                           |
| SM STATION S1 | Rain                                                                   | /                               | 2                   |                        | 1                | 2                           | /                    | 1            | 單曲未打歌宣傳                            |
| SM STATION S1 | Secret                                                                 | /                               | 28                  |                        | 18               | /                           | /                    | /            |                                           |
| Why | Why                                                                    | /                               | 4                   | HOT 3                  | 1                | 2                           | /                    | 1            |                                           |
| Why | Starlight                                                              | /                               | 1                   |                        | 3                | 16                          | /                    | 1            |                                           |
| 11:11 | 11:11                                                                  | /                               | 2                   |                        | 3                | /                           | /                    | /            | 單曲未打歌宣傳                            |
| 2017年 |                                                                        |                                 |                     |                        |                  |                             |                      |              |                                           |
| My Voice | Fine                                                                   | 1                               | 1                   | (HOT 3)                | 2                | 3                           | /                    | 2            | 兩台冠軍歌曲                              |
| My Voice (Deluxe Edition) | Make Me Love You                                                       | /                               | 4                   | 9                      | 3                | 4                           | /                    | /            | 正規一輯改版新曲&聖誕特別專輯皆未打歌宣傳 |
| This Christmas - Winter is Coming | This Christmas                                                         | /                               | 3                   | 2                      | 3                | /                           | /                    | /            | 正規一輯改版新曲&聖誕特別專輯皆未打歌宣傳 |
| 2018年 |                                                                        |                                 |                     |                        |                  |                             |                      |              |                                           |
| Something New | Something New                                                          | /                               | 8                   | 6                      | 6                | 7                           | /                    | /            | 迷你三輯未打歌宣傳                        |
| 2019年 |                                                                        |                                 |                     |                        |                  |                             |                      |              |                                           |
| Four Seasons | Four Seasons                                                           | /                               | 3                   | 1                      | 1                | 3                           | /                    | 2            | 單曲未打歌宣傳 兩台冠軍歌曲               |
| Purpose | Spark                                                                  | /                               | 1                   | 1                      | 1                | 7                           | /                    | 3            | 正規二輯未打歌宣傳 三台冠軍歌曲           |
| 2020年 |                                                                        |                                 |                     |                        |                  |                             |                      |              |                                           |
| What Do I Call You | What Do I Call You                                                     | /                               | 2                   | 6                      | 1                | /                           | /                    | 1            | 迷你四輯未打歌宣傳                        |
| 2021年 |                                                                        |                                 |                     |                        |                  |                             |                      |              |                                           |
| Weekend | Weekend                                                                | 2                               | 3                   | 4                      | 1                | 2                           | /                    | /            | 單曲睽違四年打歌宣傳一週                  |
| 2022年 |                                                                        |                                 |                     |                        |                  |                             |                      |              |                                           |
| INVU | Can't Control Myself                                                   | /                               | 5                   | /                      | 4                | 3                           | /                    | /            | 正規三輯先行曲                            |
| INVU | INVU                                                                   | 1                               | 2                   | {1}                    | [1]              | 2                           | /                    | 8            | 三台冠軍歌曲                              |
| 2023年 |                                                                        |                                 |                     |                        |                  |                             |                      |              |                                           |
| To. X | To. X                                                                  | /                               | 3                   | [1]                    | 1                | 2                           | /                    | 4            | 迷你五輯未打歌宣傳 兩台冠軍歌曲           |
| \| - 「/」表示未有相關資料 - 「*」：打榜中 - 「(1)」：兩星期冠軍 \| - 「[1]」：三星期冠軍 - 「{1}」：四星期冠軍 - 「(HOT 3)」：兩星期HOT 3 \| - 「 」：該段時期未有設立排行榜 \| |                                                                        |                                 |                     |                        |                  |                             |                      |              |                                           |
| - 「/」表示未有相關資料 - 「*」：打榜中 - 「(1)」：兩星期冠軍 | - 「[1]」：三星期冠軍 - 「{1}」：四星期冠軍 - 「(HOT 3)」：兩星期HOT 3 | - 「 」：該段時期未有設立排行榜 |                     |                        |                  |                             |                      |              |                                           |

| 各台冠軍歌曲統計                                                         | 各台冠軍歌曲統計                                                         | 各台冠軍歌曲統計                                                         | 各台冠軍歌曲統計                                                         | 各台冠軍歌曲統計                                                         | 各台冠軍歌曲統計                                                         | HOT3歌曲統計           |
| Mnet                                                                     | KBS                                                                      | MBC                                                                      | SBS                                                                      | SBS MTV                                                                  | MBC Music                                                                | MBC 《Show! 音樂中心》 |
| 5                                                                        | 6                                                                        | 10                                                                       | 13                                                                       | 0                                                                        | 1                                                                        | 3                      |
| 一位總數：34 五台冠軍歌曲總數：1 三台冠軍歌曲總數：2 兩台冠軍歌曲總數：3 | 一位總數：34 五台冠軍歌曲總數：1 三台冠軍歌曲總數：2 兩台冠軍歌曲總數：3 | 一位總數：34 五台冠軍歌曲總數：1 三台冠軍歌曲總數：2 兩台冠軍歌曲總數：3 | 一位總數：34 五台冠軍歌曲總數：1 三台冠軍歌曲總數：2 兩台冠軍歌曲總數：3 | 一位總數：34 五台冠軍歌曲總數：1 三台冠軍歌曲總數：2 兩台冠軍歌曲總數：3 | 一位總數：34 五台冠軍歌曲總數：1 三台冠軍歌曲總數：2 兩台冠軍歌曲總數：3 | HOT3歌曲總數：2        |

## 事件

### 2016Mnet亞洲音樂大獎
「2016 Mnet 亞洲音樂大獎」（簡稱MAMA）2016年12月2日在香港亞洲博覽館盛大舉行。當天太妍預訂將與美國饒舌歌手威茲·哈利法（Wiz Khalifa）一起演唱他紅遍全球的片尾曲《See You Again》，不料這段合作演出卻突然喊卡，威茲·哈利法本人也對此大感不滿。
演出被突然取消，嚴重影響了演出者雙方，少了太妍的幫腔，威茲·哈利法只能自己在非RAP的部分開口對嘴配唱，這也這讓他事後略為不滿地在推特上發文：「永遠不要為自己感到抱歉，也永遠不要讓其他人的自我投射否定你自己的價值(Never apologize for being yourself and never let anyone else's self projection determine your worth.)」、「太妍最後突然宣布退出我們合作舞台的事實真的讓我很錯愕，但是拒絕並不是失敗的理由(The fact that Teyeon backed out of our performance caught me off guard too but never accept rejection as failure.)」，被認為是在暗指太妍自己單方面終止合作舞台，所以導致整段演出不盡人意。
對此，太妍3日就透過自己Instagram上的限時動態表示：「很多人都對昨天的舞台狀況感到相當好奇，所以我想來說明一下。昨天，我原本在見了威茲·哈利法後，就與他一起進行彩排；但在放送的時候，我聽聞我們要使用的音樂檔出了問題，這也就是我們無法進行音響檢測、甚至是一起演出的原因，我真的相當失望。」太妍解釋，主辦單位Mnet演唱時要用的是去人聲的MR帶，但主辦只準備了有人聲的AR帶，原本她不願放棄這次機會難得的合作舞台，想說只要唱得比AR帶大聲應該就能蓋過去，原本也預計要這樣做，不過最後仍無法順利實行。
太妍更吐露，早在演出的前一天，在與威茲·哈利法彩排時就已經聽聞現場有舞台器材出問題的狀況，當時她甚至只得返回酒店去等待，總結而言這次演出出現太多差錯，太妍本人也對於錯失這次合作機會感到相當失望與難過，但她也希望誤會最終能夠被解開，並感謝所有粉絲對她的支持，保證未來一定會為大家帶來更棒的演出。） 

### 追撞事件
2017年11月28日韓國時間晚上約八時，在首爾江南區追撞造成連環交通意外，太妍駕駛的賓士車追撞前方的K5計程車，計程車撞到其前方的奧迪車，導致奧迪車駕駛與計程車乘客受傷。SM娛樂隨後發表聲明，指交通意外是由太妍不小心駕駛所導致，她對傷者感到抱歉，公司會全力處理好意外的後續事項。太妍在接受警方調查及醫院護理後並無大礙，已返家休息。事發後，計程車內乘客對此事處理方式感到不滿，指出醫療資源優先給了太妍。
但隨後立刻有人出來為太妍澄清，優先提供醫療資源給太妍是不實的說法，事故現場一名拖板車司機則表示，事發當時太妍也受到了驚嚇，且安全氣囊爆開而感到胸口疼痛。儘管如此，太妍還是發抖著並擔心其他車主和乘客，且她也並不是乘坐救護車，甚至沒有靠近救護車，而是等到經紀人到現場後，才搭對方的車去醫院。
目擊者的拖板車司機也指出，脖子受傷的計程車司機則疑似是因為要處理車輛保險問題，因此決定先留在現場，請救護人員先行離開，並非是「先送太妍去醫院」。

## 外部連結
| 個人帳號 - 太妍的Instagram帳戶 - 泰妍個人YouTube（页面存档备份，存于） | 官方帳號 - 泰妍的SM娛樂官方主頁（） - 泰妍的日本官方網站（日語） - 太妍的Facebook專頁 - 太妍的X（前Twitter） - 太妍的Instagram帳戶 - YouTube上的太妍頻道 |